# 운게니

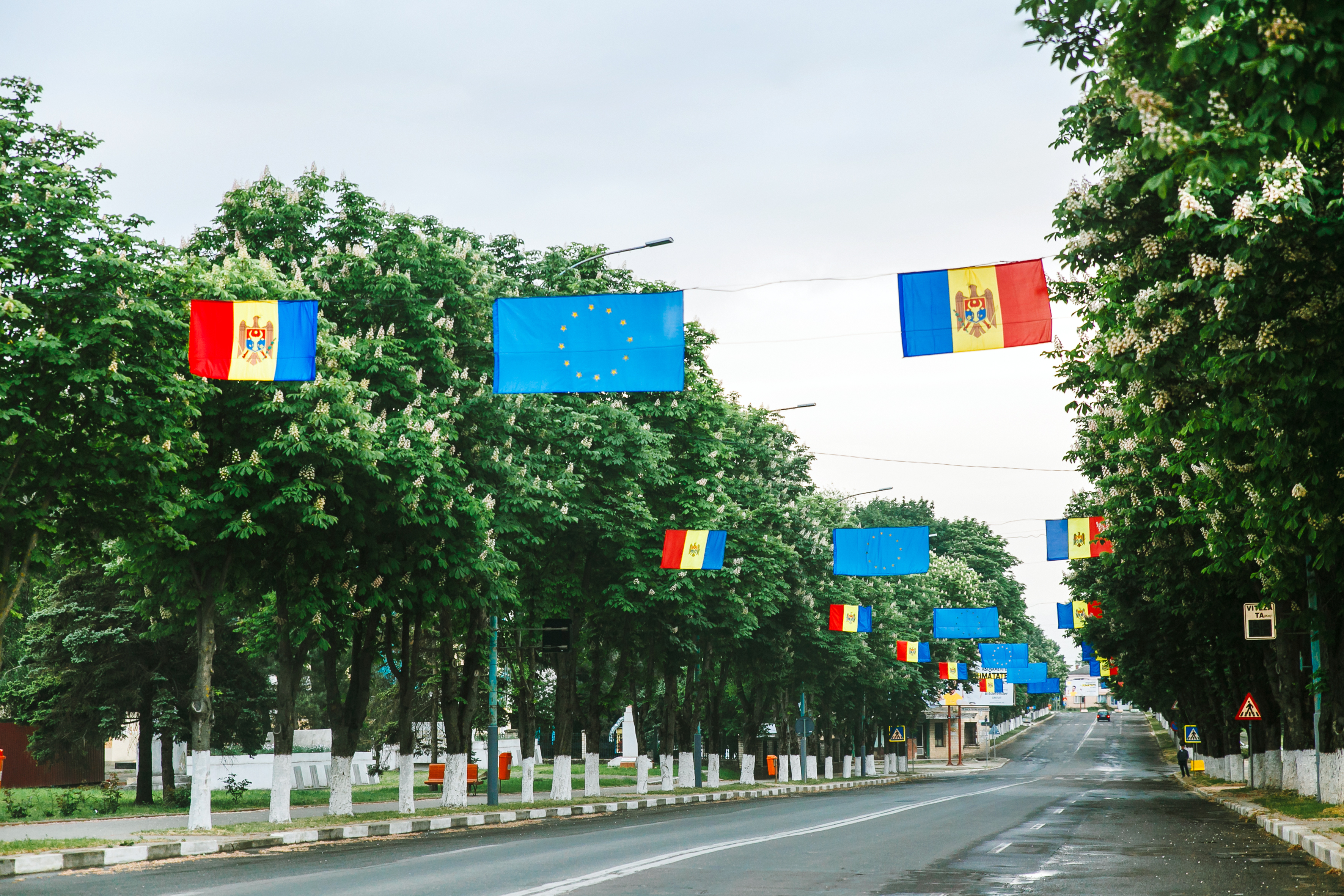

운게니(루마니아어: Ungheni)는 몰도바의 도시로, 운게니 구의 행정 중심지이며 면적은 16.4km2, 인구는 38,100명(2012년 기준), 인구 밀도는 2,323.2명/km2이다. 루마니아와 몰도바 국경이 지나가는 지점에 위치하며 프루트강과 접한다.

## 인구
| 연도      | 인구   | ±%     |
| --------- | ------ | ------ |
| 1959      | 12,595 | —      |
| 1970      | 19,558 | +55.3% |
| 1979      | 27,062 | +38.4% |
| 1989      | 37,788 | +39.6% |
| 2004      | 35,311 | −6.6%  |
| 2012 est. | 38,100 | +7.9%  |